# NGC 5717
NGC 5717 је спирална галаксија у сазвежђу Волар која се налази на NGC листи објеката дубоког неба.
Деклинација објекта је + 46° 39' 49" а ректасцензија 14h 38m 37,6s. Привидна величина (магнитуда) објекта NGC 5717 износи 14,8 а фотографска магнитуда 15,6. NGC 5717 је још познат и под ознакама MCG 8-27-12, CGCG 248-15, NPM1G +46.0300, PGC 52332.